# 克林頓福爾斯鎮區 (明尼蘇達州斯蒂爾縣)
克林頓福爾斯鎮區（英語：Clinton Falls Township）是位於美國明尼蘇達州斯蒂爾縣的一個行政鎮區，於1858年設立。

## 地方資料
克林頓福爾斯鎮區的面積為39.73平方千米，當中陸地面積為39.57平方千米，而水域面積為0.16平方千米。根據2020年美國人口普查的數據，當地共有人口386人，而人口密度為每平方千米9.72人。